# Моску
Моску (рум. Moscu) — село у повіті Галац в Румунії. Адміністративно підпорядковане місту Тиргу-Бужор.
Село розташоване на відстані 217 км на північний схід від Бухареста, 53 км на північ від Галаца, 141 км на південь від Ясс.

## Населення
За даними перепису населення 2002 року у селі проживали 1356 осіб, усі — румуни. Усі жителі села рідною мовою назвали румунську.